# História copta
A história copta é a parte da história do Egito que começa com a introdução do Cristianismo no Egito no século I durante o período romano, e cobre a história dos coptas até os dias atuais. Muitos dos itens históricos relacionados ao cristianismo copta estão em exposição em muitos museus ao redor do mundo e um grande número está no Museu Copta no Cairo Copta.

## Fundação apostólica
O Egito é identificado na Bíblia como o local de refúgio que a Sagrada Família buscou em sua fuga da Judeia: "E, levantando-se, tomou o Menino e sua mãe, de noite, e partiu para o Egito, e ali ficou até a morte de Herodes, o Grande , para que se cumprisse o que fora dito da parte do Senhor por meio do profeta: Do Egito chamei o meu Filho" ( Mateus 2:12-23).
A Igreja Egípcia, que tem agora mais de dezenove séculos de idade, se considera o assunto de muitas profecias no Antigo Testamento. O profeta Isaías, no Capítulo 19, Versículo 19 diz: "Naquele dia haverá um altar ao SENHOR no meio da terra do Egito, e uma coluna ao SENHOR na sua fronteira."
Os primeiros cristãos no Egito eram principalmente judeus alexandrinos, como Teófilo, a quem Lucas, o Evangelista, se dirige no capítulo introdutório de seu evangelho. Quando a Igreja de Alexandria foi fundada por Marcos, o Evangelista durante o reinado do imperador romano Nero, uma grande multidão de egípcios nativos (em oposição aos gregos ou judeus) abraçou a fé cristã.
O Cristianismo se espalhou por todo o Egito meio século após a chegada de Marcos em Alexandria, como fica claro nos escritos do Novo Testamento encontrados em Bahnasa, no Egito Médio, que datam por volta do ano 200, e um fragmento do Evangelho de João, escrito em copta, que foi encontrado no Alto Egito e pode ser datado da primeira metade do século II. No século II, o Cristianismo começou a se espalhar para as áreas rurais, e as escrituras foram traduzidas para a língua local, a saber, o copta.

## Escola Catequética
A Escola Catequética de Alexandria é a escola catequética mais antiga do mundo. Jerônimo registra que a Escola Cristã de Alexandria foi fundada pelo próprio Marcos. Por volta de 190, sob a liderança do estudioso Panteno, a escola de Alexandria se tornou uma importante instituição de ensino religioso, onde os alunos eram ensinados por estudiosos como Atenágoras, Clemente, Dídimo e o nativo egípcio Orígenes, que era considerado o pai da teologia e que também era ativo no campo de comentários e estudos bíblicos comparativos. Orígenes escreveu mais de 6.000 comentários da Bíblia, além de sua famosa Hexapla.
Muitos estudiosos como Jerônimo visitaram a escola de Alexandria para trocar ideias e se comunicar diretamente com seus estudiosos. O escopo desta escola não se limitava a assuntos teológicos; ciências, matemática e humanidades também eram ensinadas lá. O método de perguntas e respostas de comentários começou lá, e 15 séculos antes do Braille, técnicas de entalhe em madeira eram usadas lá por estudiosos cegos para ler e escrever.

## Berço do Monaquismo e da sua obra missionária
Muitos cristãos egípcios foram para o deserto durante o século III, e permaneceram lá para orar, trabalhar e dedicar suas vidas à reclusão e adoração a Deus. Este foi o início do movimento monástico, que foi organizado por Antônio, o Grande, Paulo (o primeiro anacoreta do mundo), Macário, o Grande, e Pacômio, o Cenobita, no século IV.
O Monasticismo Cristão nasceu no Egito e foi instrumental na formação do caráter de submissão, simplicidade e humildade da Igreja Ortodoxa Copta, graças aos ensinamentos e escritos dos Grandes Padres dos Desertos do Egito. No final do século V, havia centenas de mosteiros e milhares de celas e cavernas espalhadas pelo deserto egípcio. Um grande número desses mosteiros ainda está florescendo e tem novas vocações até hoje.
Todo o monasticismo cristão deriva, direta ou indiretamente, do exemplo egípcio: Basílio, o Grande Arcebispo de Cesareia da Capadócia, fundador e organizador do movimento monástico na Ásia Menor, visitou o Egito por volta de 357 e seu governo é seguido pelas Igrejas Ortodoxas Orientais; Jerônimo, que traduziu a Bíblia para o latim, veio ao Egito, enquanto estava a caminho de Jerusalém, por volta de 400 e deixou detalhes de suas experiências em suas cartas; Bento fundou a Ordem Beneditina no século VI no modelo de Pacômio, mas em uma forma mais rigorosa. Inúmeros peregrinos visitaram os "Padres do Deserto" para emular suas vidas espirituais e disciplinadas.

## Artesanato
Um fragmento bordado de tapeçaria foi encontrado em uma tumba copta no Alto Egito. Dois tipos de fios foram usados, mas apenas os fios de linho branco sobreviveram, e os fios de lã vermelha se deterioraram em sua maioria.

## Edito de Milão
O Édito de Milão emitido pelo imperador romano Constantino I em 313 marcou o fim do anticristianismo; depois, Constantino tornou o Cristianismo legal, o que pode ter levado ao declínio de muitas práticas pagãs, incluindo a mumificação no Egito.